# Gjøran Tefre
Gjøran Tefre, né le 25 novembre 1994, est un fondeur norvégien, spécialiste du sprint.

## Biographie
Il représente le club Førde IL. Ses premiers départs dans des compétitions officielles de la FIS chez les juniors ont lieu durant l'hiver 2010-2011. En 2012, alors qu'il étudie au lycée sportif de Geilo, il se place en tant que deuxième meilleur junior de Norvège et termine troisième du sprint classique aux Championnats de Norvège.
Arrivant en équipe nationale en 2014-2015, où il court des manches de la Coupe de Scandinavie, obtenant une neuvième place notamment. Lors de la saison suivante, il est appelé sur une course de la Coupe du monde, disputée à Lillehammer, sur le format du skiathlon. Il court sa prochaine manche dans cette compétition en mars 2018, à Lahti, où il parvient à pénétrer dans le top 30 (quatorzième place) sur le sprint libre et donc à marquer des points. En 2018-2019, il passe à trois reprises les qualifications de sprints en Coupe du monde, avec comme meilleure performance une treizième place à Lillehammer et s'impose dans la Coupe de Scandinavie dans un sprint à Madona, Lettonie.
En décembre 2019, après une neuvième place sur le libre de Planica, il prend la deuxième place du sprint par équipes au même lieu en compagnie de Håvard Solås Taugbøl, pour monter sur son premier podium en Coupe du monde. Il marque aussi des points en épreuves de distances à Nove Mesto.

## Palmarès

### Coupe du monde
- Meilleur classement général : 57e en 2020.
- 1 podium en épreuve individuelle : 1 deuxième place.
- 1 podium en épreuve par équipes : 1 deuxième place.

#### Classements en Coupe du monde
| Année     | Classement général final | Classement distance | Classement sprint |
| 2017-2018 | 112e                     |                     | 58e               |
| 2018-2019 | 75e                      |                     | 37e               |
| 2019-2020 | 57e                      | 80e                 | 25e               |

### Coupe de Scandinavie
- Vainqueur du classement général en 2020.
- 3 podiums, dont 1 victoire.